# Торро, Лукас
Лукас Торро Марсет (исп. Lucas Torró Marset; 19 июля 1994, Косентайна, Испания) — испанский футболист, полузащитник клуба «Осасуна».

## Клубная карьера
Торро — воспитанник клубов «Косентайна», «Онтеньенте», «Эркулес» и «Алькояно». 20 января 2012 года в матче против «Альмерии» он дебютировал в Сегунде в составе последнего. Летом того же года Лукас перешёл в академию мадридского «Реала», где для получения игровой практики начал выступать за команду дублёров. Летом 2016 года Торро на правах аренды перешёл в «Овьедо». 21 августа в матче против «Реал Вальядолид» он дебютировал за новую команду. 18 сентября в поединке против «Хетафе» Лукас забил свой первый гол за «Овьедо».
Летом 2017 года Торро перешёл в «Осасуну». 26 августа в матче против «Культураль Леонеса» он дебютировал за новый клуб. 12 октября в поединке против «Альбасете» Лукас забил свой первый гол за «Осасуну».
Летом 2018 года Торро подписал контракт на 5 лет с франкфуртским «Айнтрахтом». Сумма трансфера составила 1,8 млн евро. 25 августа в матче против «Фрайбурга» он дебютировал в Бундеслиге. В поединке Лиги Европы против марсельского «Олимпика» Лукас забил свой первый гол за «Айнтрахт».

## Международная карьера
В 2013 года в составе юношеской сборной Испании до 19 лет Торро стал бронзовым призёром юношеского чемпионате Европы 2013 в Литве. На турнире он сыграл в матче против команды Литвы, Нидерландов и Франции.

## Достижения
Международные
 Испания (до 19)
- Юношеский чемпионат Европы — 2013